# Glanzgras-Grasbüscheleule
Die Glanzgras-Grasbüscheleule (Apamea unanimis), zuweilen auch Ufer-Glanzgraseule oder Rohrstoppeleule genannt, ist ein Schmetterling (Nachtfalter) aus der Familie der Eulenfalter (Noctuidae). 

## Merkmale

### Falter
Die Flügelspannweite der Falter  beträgt 29 bis 38 Millimeter. Die Grundfarbe der Vorderflügeloberseite variiert von hellbraun bis hin zu dunkel braungrau. Eine schwarze Wurzelstrieme sowie die Nieren- und Ringmakel heben sich meist undeutlich ab. Die Nierenmakel ist teilweise gelblich oder weißlich angelegt. Das Mittelfeld ist verdunkelt und am Innenrand durch die äußere Querlinie stark eingeschnürt. Die Hinterflügeloberseite ist einfarbig hell graubraun und mit einem dunklen Diskoidalfleck versehen.

### Raupe
Ausgewachsene Raupen sind rötlich lehmgelb bis gelbbraun gefärbt. Sie zeigen gelbweiße Rücken- und Nebenrückenlinien sowie einen hellen Seitenstreifen, von dem sich die schwarzen Stigmen abheben. Kopfkapsel, Halsschild und Afterschild sind bräunlich.

### Ähnliche Arten
Die Falter der Feldflur-Grasbüscheleule (Apamea anceps) sind durchschnittlich größer und insgesamt heller gefärbt. Außerdem fehlt ihnen die schwarze Wurzelstrieme. Die Zweifarbige Grasbüscheleule (Apamea illyria) unterscheidet sich durch das breitere und dunklere Mittelfeld auf der Vorderflügeloberseite.

## Verbreitung und Lebensraum

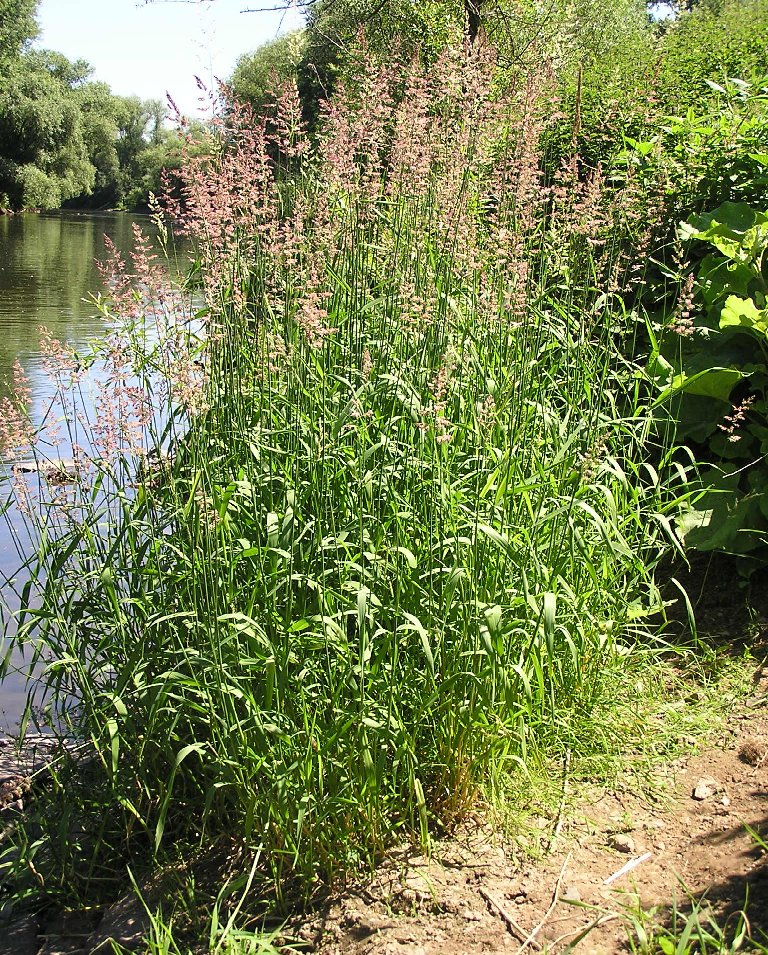
Rohr-Glanzgras, die Hauptraupennahrungspflanze der Raupe

Die Verbreitung der Art erstreckt sich durch Europa und den Norden Asiens bis zum Amur. In den Alpen steigt sie bis auf etwa 1500 Meter Höhe. Ein erster Falter wurde im Jahr 1991 in Nordamerika festgestellt, wahrscheinlich aufgrund einer unbeabsichtigten Einschleppung mit Pflanzen. Seitdem hat sich die Art im Südosten Kanada und dem Nordosten der USA weiter ausgebreitet. Die Glanzgras-Grasbüscheleule besiedelt bevorzugt Uferzonen von fließenden und stehenden Gewässern und ist auch in Flusstälern, Auen-, Bruch- und Moorwäldern, in Niedermooren und am Rande von Kiesgruben heimisch.

## Lebensweise
Die Falter sind dämmerungs- und nachtaktiv. Sie fliegen in einer Generation von Anfang Mai bis Anfang Juli. Die Falter besuchen künstliche Lichtquellen sowie Köder. Sie wurden auch an blühenden Gräsern saugend beobachtet. Die Raupen leben überwiegend ab Juli, überwintern und verpuppen sich im April des folgenden Jahres. Die Verpuppung erfolgt in einem lockeren Gespinst zwischen Moos und Pflanzenteilen, am Boden liegenden Stängeln, ferner in lockerem Schwemmsand, zwischen feuchtem Laub, in Torfmull oder morschem Holz sowie unter der Grasnarbe am Fuß von Findlingen, hinter loser Baumrinde oder in Rohrstoppeln. Die Raupen ruhen tagsüber in eingerollten Blättern ihrer Nahrungsgräser und in der Vegetation. Nachts erklettern sie die Gräser zur Nahrungsaufnahme. Sie ernähren sich von den Halmen verschiedener Gräser, in erster Linie von Rohr-Glanzgras (Phalaris arundinacea). Zuweilen wurden die Raupen auch an Schilfrohr (Phragmites australis) gefunden.

## Gefährdung
Die Glanzgras-Grasbüscheleule hat eine enge Bindung an Feuchtgebiete, ist in Deutschland in unterschiedlicher Populationsdichte verbreitet, kommt in Bayern und Baden-Württemberg zahlreich vor und ist dort nicht gefährdet, gilt in anderen Bundesländern jedoch als „gefährdet“ und ist in Nordrhein-Westfalen „auf der Vorwarnliste“.